# ۷۶۳ (خورشیدی)
۷۶۳ هفتصد و شصت و سومین سال هجری خورشیدی است.